# 翼になれ
「翼になれ」（つばさになれ）は、V6の10枚目のシングル。1998年7月15日にavex traxから発売された。

## 解説
自身の「Be Yourself!」以来4ヶ月ぶりのシングル。
2作ぶりにオリコンチャート1位を逃した。

## 収録曲
1. 翼になれ [4:43]
作詞・作曲：奥居香
編曲：上野圭市
  - TBS系『学校へ行こう!』テーマソング
2. FLY TO THE WORLD! [4:58] - 20th Century
作詞：ANEMONE
作曲：川上明彦
編曲：石塚知生
3. 翼になれ（カラオケ）
4. FLY TO THE WORLD!（カラオケ）

## 収録アルバム
- 『A JACK IN THE BOX』（#1）
- 『"LUCKY" 20th Century, Coming Century to be continued...』（#2）
  - メドレーの1曲として収録。
- 『Very best』（#1）
- 『SUPER Very best』（#1）

## 映像作品
- Film V6 actII〜CLIPS and more （#1）
- VERY HAPPY!!! （#1）
- LOVE&LIFE 〜V6 SUMMER SPECIAL DREAM LIVE 2003〜 （#1）
- 10th Anniversary CONCERT TOUR 2005 "musicmind" （#1）
- V6 LIVE TOUR 2008 VIBES （#1）
- V6 ASIA TOUR 2010 in JAPAN READY? （#1）
- V6 LIVE TOUR 2013 “Oh! My! Goodness!” （#1）